# Charles Dutreix
Charles Dutreix, né le 10 février 1848 à Bar-sur-Aube (Aube) et mort le 28 novembre 1899 à Troyes (Aube), est un homme politique français.

## Biographie
À la tête d'une importante manufacture de bonneterie à Troyes, directeur de la Caisse d'épargne de Troyes, il est député de l'Aube de 1893 à 1899, inscrit au groupe radical-socialiste et s'occupe beaucoup des questions ouvrières, devenant vice-président de la commission du travail en 1898. Il est conseiller général du canton d'Estissac.